# Franz Busch (Politiker, 1922)
Franz Busch (* 7. Juni 1922 in Essen; † 22. Februar 1999) war ein deutscher Politiker der SPD.

## Ausbildung und Beruf
Nach der Volksschule arbeitete Franz Busch als Bergmann. Von 1950 bis 1951 besuchte er die Sozialakademie Dortmund. Von 1954 bis 1961 war er Sekretär bei der Industriegewerkschaft Bergbau und Energie. Ab 1961 fungierte er als Vorsitzender des Deutschen Gewerkschaftsbundes, Kreis Essen. Er war Vorsitzender des Verwaltungsausschusses des Arbeitsamtes Essen und Landessozialrichter beim Landesarbeitsgericht in Essen.

## Politik
Franz Busch war seit 1947 Mitglied der SPD und Mitglied des Unterbezirksvorstandes Essen. Des Weiteren war er als Unterbezirksvorsitzender der Arbeitsgemeinschaft für Arbeitnehmer in Essen tätig. Als Ratsherr der Stadt Essen und Mitglied der Landschaftsversammlung des Landschaftsverbandes Rheinland wirkte er von 1964 bis 1970.
Franz Busch war vom 26. Juli 1970 bis zum 28. Mai 1980 direkt gewähltes Mitglied des 7. und 8. Landtages von Nordrhein-Westfalen für den Wahlkreis 066 Essen IV.